# ميريلا باشكا
ميريلا آنا باشكا (مواليد 19 فبراير 1975) لاعبة جمباز فني رومانية، تنافست دوليًا بين عامي 1990 و 1992. وهي حاصلة على الميدالية الفضية الأولمبية لعام 1992 في برشلونة والميدالية البرونزية العالمية مع الفريق. وحاصلة على الميدالية البرونزية العالمية وبطلة أوروبية في عارضات غير المستوية. أيضًا وصلت إلى نهائيات عارضات غير المستوية في دورة الألعاب الأولمبية الصيفية 1992.
آخر مسابقة لميريلا هي كأس DTB عام 1992. بعد ذلك تخرجت في التربية البدنية من جامعة بوخارست البيئية. أثناء دراستها كانت عضوًا في فريق الجمباز الأيروبيك بالجامعة الذي دربته جينيتا ستوينيسكو. في عام 1996 فازت بالميدالية الفضية للسيدات وللأزواج المختلطة (مع زوجها المستقبلي أوكتافيان روماس) في أول بطولة رومانية وطنية للجمباز الهوائية.